# 콜트 M1911
.45 구경 권총 M1911(United States Pistol, Caliber .45, M1911)은 .45 ACP(약 11 mm) 탄을 쓰는 미국의 군용 권총이다. 1911년 존 브라우닝이 설계했고, 미군에 의해 1986년까지 제식으로 사용된 권총이었으며 민간이나 타국에서는 여전히 사용되고 있는 자동 권총이다. M1911은 필리핀-미국 전쟁 당시 최초로 도입되었으며 리볼버보다 장탄수도 많고 사용하기도 더 쉬운 권총을 제작하기 위한 시도 끝에 나온 현대 자동권총 시초라고 할 수 있다. 해당 권총은 이후 제 1차 세계대전, 제 2차 세계대전, 한국 전쟁, 베트남 전쟁 등지에서 사용되었다. 0.45구경의 탄약을 사용하기에 콜트 45라고도 불린다.(콜트 45라고 하면 보통은 제일 흔한 M1911A1를 말한다.)또한 M1911A1의 후속작인 콜트 CQB가 있다.

## 특징
총신, 총열, 슬라이드 이 3개의 단순한 주요 부품으로 구성되어 있다.
제1차세계대전 기간에는 수요가 늘어서 콜트뿐만 아니라 레밍턴같은 다른 회사에서도 생산했다.

## M1911A1
1926년에는 M1911A1이라는 개량된 권총이 나왔는데,이 역시 미군에게 많이 사용되었다.
제1차세계대전에 M1911이 쓰였다면 M1911A1은 제2차세계대전에 쓰인 것이다.
제2차세계대전에도 역시 수요가 많아서 콜트 뿐만 아니라 다른 회사에서도 생산했다.
주요 차이점은 그립 안정장치의 뿔이 조금 더 길어졌고 손잡이 모양이 조금 얇아져으며 방아쇠는 짧아지고 방아쇠 뒤쪽의 총틀 부분에 초승달 모양으로 홈을 파놓았다.
M1911A1은 제2차세계대전이 끝난 뒤에도 미국과 미국의 동맹국에 의해 널리 쓰였다.
대한민국 국군도 K5 권총이 대체하기 전까지는 M1911A1를 사용하였다.

## 대체
미군은 많은 전쟁을 겪으면서 1980년대 M1911A1대신 이탈리아의 M9 권총으로 대채했다.
비록 제식 권총은 M9이지만 m9의 9mm 파러블럼탄의 저지력을 불신, 보다 대구경의 .45 acp 탄의 저지력을 신뢰 하는 많은수의 경찰, 군인(특히 특수부대)들이 콜트 가버먼트등의 M1911의 파생형을 사용하고 있다.

## M1911A2
2004년 경, 미 육군 특수부대의 수요제기로 개발되기 시작한 개량형이다. 미 육군 사격술 부대(Army Maskmanship Unit)가 개발했으나 제식채용되지는 못했다. 그러하여 현재는 M9 베레타가 쓰이고 있다.

## 대중 문화

### 영화 및 드라마
- 라이언 일병 구하기

밀러대위와 호바스 중사가 부무장으로 사용한다.
- 블랙 호크 다운

미군이 M1911 권총을 사용한다.

### 게임
- 배틀그라운드, 배틀그라운드 모바일, 배틀그라운드: 뉴스테이트에서 .45 ACP탄을 사용하는 권총 P1911로 등장한다.

## 같이 보기
- 존 브라우닝
- .45 ACP
- 베레타 92 - 미국의 현재 제식권총. 이탈리아산 9mm 15발 자동권총. M9 권총이라고 부름.
- K5자동권총
- 제1차세계대전
- 제2차세계대전